# Карпати, Джордж
Джордж Карпати (англ. George Karpati, венг. Kárpáti György; 17 мая 1934, Дебрецен — 6 февраля 2009, Монреаль, Квебек) — канадский невролог и нейробиолог; был одним из ведущих экспертов в области диагностики и лечения нервно-мышечных расстройств, включая исследования мышечной дистрофии.
Карпати родился в Дебрецене, Венгрия. Он пережил Холокост в трудовом лагере и эмигрировал в Канаду в 1957 году. Он получил степень доктора медицины в Университете Далхаузи в 1960 году. Карпати посвятил 30 лет клинической практике, исследованиям и преподаванию неврологии. Он был заведующим кафедрой Исаака Уолтона Киллама и профессором неврологии в Университете Макгилла.
Наиболее серьёзные достижения Карпати были связаны с исследованием миодистрофии Дюшенна, смертельного генетического заболевания.
В 2001 году он был удостоен звания кавалера Ордена Канады за «выдающийся вклад в области мышечной дистрофии». В 2005 году он был удостоен звания кавалера Национального ордена Квебека. В 1999 году он стал членом Королевского общества Канады. Он был членом Королевского общества Канады и Венгерской академии наук.
Карпати умер 6 февраля 2009 года в возрасте 74 лет и был похоронен в Монреале на кладбище барона де Хирша. У него осталась 42-летняя жена Шира и два сына — Адам и Джошуа.

## Публикации
- PATHOLOGY OF SKELETAL MUSCLE. By Stirling Carpenter and George Karpati. 1984.
- Трансферная терапия миобластов. Эд. Роберт К. Григгс, Джордж Карпати. Нью-Йорк: Пленум Пресс. 1990.
- Disorders of Voluntary Muscle, 7th edition. Edited by George Karpati, David Hilton-Jones, and Robert C. Griggs. Cambridge: Cambridge University Press, 2001. Pp. 775.
- Основы мышечных заболеваний и современный подход к ним. Будапешт: Шпрингер. 2001 г. (совместно с Юдит Марией Мольнар)